# Paralouatta varonai
Paralouatta varonai (Rivero & Arredondo, 1991) è una specie estinta di primate platirrino, della famiglia dei Pitecidi.

Fino al 2003, quando venne scoperta una nuova specie ascrivibile al genere (Paralouatta marianae), era l'unica specie compresa nel genere Paralouatta.
Il nome del genere, è dovuto alla somiglianza della conformazione del cranio di questi animali con i crani delle scimmie urlatrici del genere Alouatta: tale caratteristica portò gli studiosi a pensare ad una parentela fra i due generi, parentela che tuttavia è stata in seguito smentita con un'analisi accurata della chiostra dentaria. Quest'ultima ha messo in evidenza similitudini con le scimmie caraibiche della tribù Xenotrichini, evolutasi a partire dalla sottofamiglia dei Callicebinae a cavallo fra l'Oligocene ed il Miocene e comprendente altri due generi di scimmie vissute nei Caraibi.
In vita, questi animali avevano dimensioni e peso simili a quelle delle scimmie urlatrici del genere Alouatta, rispetto alle quali tuttavia presentavano coda più lunga in proporzione al corpo: tale coda era con tutta probabilità semiprensile, e forse veniva intrecciata, così come succede agli odierni titi.
Seppure appartenenti ad una famiglia di scimmie strettamente arboricole come i Pitecidi, la conformazione delle ossa pelviche di questi animali simile a quella di alcune scimmie semiarboricole (ad esempio le scimmie del genere Presbytis) lascia presupporre che passassero del tempo al suolo.
Non è ancora chiaro il perché dell'estinzione di questi animali: i fossili finora trovati, infatti, non lasciano supporre che la presenza dell'uomo sull'isola influisse significativamente sulla loro popolazione, tanto più che queste scimmie si estinsero molto prima dell'arrivo degli europei a Cuba.